# By the Way
By the Way — восьмой студийный альбом американской рок-группы Red Hot Chili Peppers, был выпущен в июле 2002 года на лейбле Warner Bros. Records. Спродюсирован Риком Рубином, как и три предыдущие альбома коллектива — Blood Sugar Sex Magik, One Hot Minute, Californication.
За первую неделю продаж By the Way разошёлся в количестве более 286.000 копий и к концу месяца достиг второй строчки хит-парада Billboard 200. В поддержку альбома были выпущены синглы: «By the Way», «The Zephyr Song», «Can't Stop», «Dosed» и «Universally Speaking». В отличие от предыдущих пластинок группы, вокалист Энтони Кидис использовал более откровенный и рефлексивный подход к сочинению лирики.
By the Way получил положительные отзывы критиков, которые приветствовали изменения стиля, мелодизм и сдержанные эмоции. Автором большинства мелодий, басовых партий и гитарных прогрессий был гитарист Джон Фрушанте, что существенно повлияло на содержание альбома. По оценке издания PopMatters, «тёплая, негромкая гитара Джона Фрушанте и его вокальные партии а-ля ду-воп поистине королевские». Лонгплей содержит очень мало материала в стиле фанк-панк, который принёс известность группе в начале 1990-х. Фрушанте заявил, что работа над альбомом была одним из самых счастливых периодов в его жизни. Продажи альбома по всему миру составили более 8 миллионов копий.

## Предыстория
Покинув Red Hot Chili Peppers в 1992 году из-за проблем с наркотиками, Фрушанте более пяти лет «сидел» на героине, прежде чем решил «завязать». В начале 1998 года он прошёл полный месячный курс реабилитации в клинике и поборол зависимость. Вскоре гитариста попросили вернуться в группу. По прошествии нескольких месяцев творческого процесса был выпущен альбом Californication, который стал самой успешной записью группы на тот момент. Возвращение Фрушанте вызвало большой ажиотаж среди критиков, которые сочли альбом коммерческим возрождением группы, на фоне предыдущего диска — One Hot Minute. В поддержку пластинки был организован гастрольный тур (продлившийся два года), в ходе которого группа выступила на нескольких фестивалях, в том числе Woodstock 1999 и Rock in Rio.
Музыканты приступили к работе над новой записью весной 2001 года, сразу после окончания гастролей. Как в случае с Californication, материал сочинялся в домашней обстановке и на репетиционных точках студий звукозаписи. Кидис так вспоминал тот период: «Мы понемногу начали находить некую магию… музыку, какие-то риффы, ритмы, некие джемы и грувы… мы записывали всё это, что-то выделяли, удаляли лишнее, а затем добавили к этому мелодии». Фрушанте и Кидис могли работать целыми днями, обсуждая гитарные ходы и тексты. По словам Кидиса: «Создание „By the Way“ отличалось от [работы над] „Californication“. Джон обрёл себя и наполнялся уверенностью». Ещё до начала записи музыканты решили, что они пригласят Рика Рубина продюсировать новый альбом. На предыдущих пластинках Рубин предоставил группе творческую свободу, что очень ценилось музыкантами, которые с помощью продюсера стремились сделать альбом уникальным.

## Сочинение и запись
Согласно книге The Red Hot Chili Peppers: An Oral/Visual History, первоначальная концепция альбома, придуманная Фрушанте, очень отличалась от конечного результата. Джон хотел поделить альбом на два типа песен: материал, который имел более британское звучание (в альбоме он преобладает), и материал с характерным панк-рок-саундом. Фрушанте очень увлёкся панком, слушал записи The Damned и Discharge, и хотел создать что-то в этом духе. Рик Рубин не был знаком с панковским репертуаром Chili Peppers и считал мелодичные песни гораздо более оригинальными и увлекательными. В итоге группа отказалась от панк-песен и сосредоточилась на мелодичных композициях. Тем не менее, по ходу сессий была записана одна панковая вещь — «Body of Water», но она не вошла в окончательный вариант пластинки, её выпустили как би-сайд сингла «The Zephyr Song». Многие более мелодичные композиции Джона сочинялись под влиянием музыки The Beach Boys и The Beatles, с характерными ду-воп-гармониями. Новые музыкальные вкусы и влияние Фрушанте привели к тому, что Фли почувствовал себя аутсайдером внутри коллектива. Он убеждал своих коллег создавать больше фанковых песен, но Фрушанте, считавший, что группа «насытилась» фанковым саундом, тяготел к музыке, которая бы отличалась от типичного альбома Chili Peppers. В конечном счёте эта ситуация привела к конфронтации между Джоном и Фли. По словам Кидиса, Фли чувствовал, что с его мнением не считались и что его влияние уменьшалось.
Комбинация гитары и баса была продиктована влиянием Фрушанте, а не совместным творчеством между ним и Фли. Таким образом, запись двинулась в совершенно ином направлении, нежели любой предыдущий альбом Chili Peppers. Фрушанте стремился создать эмоциональную и трогательную звуковую палитру на протяжении всей пластинки. Фрушанте вдохновлялся музыкой гитаристов — Вини Рейли из The Durutti Column и Джона Макгиоха из Magazine — и придумывал многослойные гитарные прогрессии, используя меллотрон и различные гитарные эффекты. В 2006 году, в преддверии выхода следующего альбома Stadium Arcadium, Фли отметил: «Джон поднялся на новый уровень мастерства. Но из-за этого я начал чувствовать, что мне нечего было предложить группе, как будто я ни черта не умел».
Сочиняя лирику, Кидис находился в состоянии влюблённости, и он выразил эти эмоции в текстах. Песни, написанные для альбома («By the Way», «I Could Die for You», «Dosed», «Warm Tape»), включая не попавшие на диск («Someone» и «Body of Water»), отражали разные стороны любви. Важную роль в текстах Кидиса играли наркотики, которые он употреблял до декабря 2000 года. Композиции «This Is the Place» и «Don’t Forget Me» отражали сильную неприязнь к наркотикам и их пагубному физическому и эмоциональному воздействию. В песне «This Is the Place» Кидис упоминает бывшего гитариста группы Хиллела Словака и описывает, как употребление наркотиков вынудило его пропустить похороны друга: «В день, когда умер мой лучший друг / Я не смог завязать». «Venice Queen» была написана как ода врачу Кидиса Глории Скотт, помогавшей в его реабилитации. Скотт умерла вскоре после того, как он купил ей дом на Венис-Бич в Калифорнии. Вокалист оплакивает потерю близкого человека: «Мы все хотим, сказать ей / Сказать, что мы любим её / Теперь у Венеции есть своя королева / Лучшая, что я когда-либо видел».
Звучание альбома отличалось от предыдущих работ группы, однако несколько песен имели фанковую основу — «Can't Stop» и «By the Way». Они содержали фирменный стиль Chili Peppers — куплеты с речитативом. Хотя в «Throw Away Your Television» не было речитатива, она включает фанковую басовую линию, в ней также отражался интерес к экспериментальному року, связи с интенсивным использованием дисторшна в куплете и припеве. Другим «экспериментальным» треком, содержащим мелодическую основу, был «On Mercury». Единственный композиция, исполненная исключительно на акустической гитаре, — «Cabron» — была отмечена латинскими мотивами. «Tear» и «Warm Tape» имели в большей степени «клавишную» основу, нежели струнных инструментов, причём вторая песня была сочинена на фортепиано.

Музыканты использовали несколько устройств, чтобы исказить и изменить гитарные и вокальные секвенции. В композиции «Don’t Forget Me» используется меллотрон, эффекты «wah-wah» и эхо. Для передачи эмоциональной атмосферы Фрушанте использовал педаль «Big Muff» во время соло на «Minor Thing». Хотя бэк-вокал Джона фигурировал в песнях из Californication, на новом диске он стал основным; его можно услышать почти в каждом треке. Впоследствии Фрушанте так комментировал акцент на вокале: 
Сказать по правде, это был очень трудный шаг — признаться самому себе, что работа над альбомом уже закончена. Но моей записи вы можете заметить кое-какие интересные звуки, которые звучат достаточно громко. Это то, что удерживает мой интерес к процессу записи. Я не хочу, чтобы они мешали вокалу, но я и не параноик в отношении вокала. Во время микширования Рик делал основной упор на вокал и задвигал на задний план всё, что могло отразиться на его силе, он не искал компромиссов. Поэтому я даже не могу слушать наш последний альбом; этот микс сводит меня с ума. Однажды Рик позволил мне немного поучаствовать в микшировании — я сказал, насколько громким делать вокал, чтобы гармонии сочетались друг с другом и материалом. Но общая картина — это результат его сольной работы. Со временем у меня сложилось собственное мнение по поводу этой записи....

## Обложка
Авторами всех изображений и фотографий являются Джулиан Шнабель и Red Hot Chili Peppers. Женщина на обложке альбома — Стелла Шнабель, тогдашняя подруга Фрушанте. Гитарист так высказался об обложке: «Отец моей подруги предложил сделать дизайн обложки, мы отослали ему „сырые“ версии восьми песен, и он проникся энергетикой записи. Джулиан сказал, что не обидится, если нам не понравится результат, но нам очень понравилась его работа. Он же сделал отличные обложки для всех синглов. Он — истинный художник».
На нескольких страницах буклета и на обложке сингла «By the Way» изображена голова козы. Буклет содержит монохромную фотографию группы в поле и фото каждого музыканта по отдельности.
Большинство изображений буклета — различные репродукции травы, растений, звёзд и неразличимых объектов. Буклет выглядит как миниатюра, брошенная в грязь. Обложки синглов «The Zephyr Song» и «Can’t Stop» имеют те же задние фоны, но немного под другим углом. Текст песни «By the Way» размещён в верхней части ландшафта, он написан Кидисом от руки розовыми буквами.

## Выпуск и продажи
Будучи чрезвычайно уверенными в новой записи, группа сделала заявление для прессы: «Приветствуем из измерения невидимых форм и цветов. Музыка этого альбома расширила наши творческие горизонты и подняла нас на новый уровень. Спасибо за внимание и оставайтесь самими собой». Чэд Смит отметил, что запись является «очень искренней, живой, эмоциональной музыкой»: «Это очень динамичный, многогранный и изысканный альбом. Вероятно, лучшая коллекция песен Chili Peppers, которые мы когда-либо выпускали». Лейбл Warner Bros. Records выделил значительные средства на продвижение пластинки за несколько месяцев до её выхода; особое внимание уделялось онлайн-рынку, дабы предотвратить нелегальное скачивание. Лейбл запустил рекламную кампанию, названную «A Song A Day». Она стартовала 21 июня — ежедневно публиковалась одна новая композиция из альбома. Более 150 радиостанций участвовали в ежедневных трансляциях свежего материала, наряду с телеканалами MTV, VH1, цифровыми музыкальными магазинами и сотовыми операторами. Медиаконгломерат AOL назвал Chili Peppers «артистом месяца» в июне и бесплатно транслировал их интервью и концертные выступления; кроме того, эта компания продавала сингл «By the Way» в формате MP3 (за 99 центов) и разыгрывала билеты на осенние концерты группы в Японии.
By the Way был выпущен 9 июля 2002 года на компакт-дисках и грампластинках. В первую неделю было продано 281.948 копий в США и 1,8 миллионов по всему миру. Альбому был присвоен золотой статус всего несколько месяцев спустя — 26 октября 2002 года. В поддержку альбома было выпущено пять синглов, самым успешным стал «By the Way» — он занял второе место в хит-параде Великобритании и достиг вершины двух рок-чартов Billboard. Хотя альбом разошёлся меньшим тиражом, нежели Californication, By the Way удалось подняться до второй позиции Billboard 200, что на одну строчку выше, чем у предшественника. В мировых чартах альбом дебютировал на первой строчке в Великобритании, Швейцарии, Новой Зеландии, Австрии и Швеции; и отметился вторым местом во Франции. В марте 2006 года все альбомы Red Hot Chili Peppers стали доступны для скачивания в ITunes. Цифровое издание By the Way содержало ранее не выпускавшиеся треки — «Runaway» и «Bicycle Song».

## Отзывы критиков
| Совокупная оценка    | Совокупная оценка |
| Источник             | Оценка            |
| -------------------- | ----------------- |
| Metacritic           | (70/100)          |
| Оценки критиков      |                   |
| Источник             | Оценка            |
| Allmusic             | [ 7 ]             |
| CMJ                  | (позитивный)      |
| Entertainment Weekly | B                 |
| NME                  | 7/10              |
| PopMatters           | (позитивный)      |
| Q                    | [ 50 ]            |
| Rolling Stone        | [ 8 ]             |
| RTÉ                  | [ 51 ]            |
| Uncut                | [ 52 ]            |
| Роберт Кристгау      | B–                |

Альбом был тепло встречен критиками, которые высоко оценили многослойную музыкальную палитру. Зак Джонсон из Allmusic писал: «Альбом получился утончённым… притом, что при Перцах осталась их фирменная энергия, жажда жизни, универсальная любовь, и (конечно) страсть». Журнал Rolling Stone описал альбом «безумно мелодичным» и «почти совершенной комбинацией — грязи из сточной канавы и высоко-художественного порыва», сравнивая его с культовым альбомом Pet Sounds группы The Beach Boys. Журнал Mojo похвалил запись и выразил мнение, что новый диск «самый сильный альбом Перцев со времён Blood Sugar Sex Magik». Музыкальное издание Q оценило пластинку в 5 баллов, подытожив: «Фантастическая запись, полная чудес». Кимберли Макк из PopMatters прокомментировал: «…Альбом демонстрирует более утончённый, пышный звук, который могли реализовать только „нынешние Перцы“», и что «лирика Энтони Кидиса более личная, чем когда-либо». В его глазах, Фрушанте был «музыкальным талантом, со мнением которого будут считаться… он является бесспорным икс-фактором в звучании Red Hot Chili Peppers».
Тем не менее, в адрес альбома звучали и не столь лестные отзывы; так, музыкальный критик Пьеро Скаруффи не проникся новым диском группы, назвав его «чересчур мейнстримовым». Журналисты Blender сочли запись слишком похожей на Californication, обозвав её Californication II. Кроме того, они посетовали, что Chili Peppers остались в рамках «своего стиля» и записали «типичный для них материал». Хайме Лоу из The Village Voice «прошёлся» по текстам Кидиса, назвав их «абсолютно невнятными» и отметил, что «они выглядят так, будто он взял словарь и произвольно срифмовал несколько фраз вместе». Роберт Кристгау также раскритиковал лирику фронтмена, заявив: «Чтобы написать по-настоящему „зрелый“ текст — автор должен рассказать о зрелости что-то интересное». Журнал Entertainment Weekly похвалил альбом за изысканный звук и превосходную работу музыкантов, но раскритиковал Chili Peppers за стремление сдерживать «энергию записи»; посетовав, что диск «более очарователен тем, что он символизирует, нежели тем, чем он является».
По мнению редакторов Allmusic, композиция «By the Way» объединила в себе «пламенный голливудский фанк, нежные гармонии, немного лирики о девчонках, [и] немного безделья в летний зной». Rolling Stone описал «The Zephyr Song» словами: «Группа блистательно передала атмосферу солнечного дня в Калифорнии». Композиция «Midnight» была отмечена несколькими изданиями. Она была выбрана порталом Allmusic, как один из треков в категории «Выбор редакции Allmusic». Кимберли Макк из PopMatters полагал, что песня имеет «по-хипповому дружелюбную лирику», а её мелодия «вызывает образы футболок с психоделическими узорами и AM-радио». Макк назвал «Venice Queen» «шедевром» и добавил: «Бэк-вокал Фрушанте — потрясающий». В 2005 года, журнал Rock Hard поставил диск на 375 место в списке «500 величайших альбомов рока и металла».

### Достижения
...В альбоме есть много моментов, которые я хотел бы изменить, и я не могу расстаться с этими мыслями, понимаете? Я не могу признаться себе, что это уже не переделаешь. Мы перемикшировали «Can't Stop» для сингла, и мне понравился этот микс в миллион раз больше [чем альбомный], мы также сделали ремикс для «Universally Speaking», потому что лейбл хотел выпустить его синглом, и новую версию я также счёл более удачной. Когда нам подвернулась возможность перемикшировать эти песни, я мог довести их до желаемого результата... Мне кажется, это мой недостаток — не доверять собственной интуиции. В итоге я просто отдал записи Рику — и он сделал всё так, как считал нужным. Я был доволен его работой. В настоящее время мой подход к записи гораздо более многомерен, чем просто игра на гитаре— Джон Фрушанте о своём отношении к альбому
| Издание                              | Страна         | Название списка                          | Год  | Место |
| ------------------------------------ | -------------- | ---------------------------------------- | ---- | ----- |
| Q Magazine                           | Великобритания | 20 лучших альбомов за период (1986—2006) | 2006 | 16    |
| Q Magazine                           | Великобритания | Окончательная музыкальная коллекция      | 2005 | *     |
| Rolling Stone                        | Германия       | 100 лучших альбомов, с осени 1994 года   | 2003 | 71    |
| Rolling Stone                        | Германия       | 500 величайших альбомов всех времён      | 2004 | 304   |
| (*) означает неупорядоченный список. |                |                                          |      |       |

## Турне
Из-за проблем, возникших между Фли и Джоном Фрушанте во время создания альбома, бас-гитарист, думая, что Джон пытается взять на себя роль лидера группы, посчитал, что больше не сможет реализовывать себя в контексте музыки Chili Peppers. Фли начал думать об уходе из коллектива по окончании работы над альбомом, до начала турне в его поддержку. По словам Чеда Смита, в конце концов музыканты организовали встречу, чтобы обсудить накопившиеся разногласия. Во время разговора Фрушанте заявил, что не подозревал о проблемах бас-гитариста и не собирался брать на себя функции управляющего группой. Впоследствии Фли и Фрушанте прошли совместный курс медитации Випассана, чтобы восстановить музыкальные отношения.
На фоне этих проблем группа отыграла благотворительный концерт на острове Эллис в Нью-Йорке, целью музыкантов было воодушевить жителей нижнего Манхэттена после терактов 11 сентября 2001 года. Мероприятие под названием «Pep Rally» было организовано рок-радиостанцией K-Rock и собрало 900 человек, победивших в конкурсе. Все вырученные средства были направлены благотворительным организациям. Chili Peppers исполнили восемь песен из By the Way, а также несколько треков из Californication и Blood Sugar Sex Magik. Газета New York Post назвала шоу «одним из лучших концертов года». После этого группа отправилась в гастрольный тур в поддержку альбома. Во время европейской части турне Chili Peppers участвовали в таких фестивалях, как Fuji Rock Festival и Coachella Valley Music and Arts Festival. Сделав перерыв после гастролей по Европе (закончившихся в феврале 2003 года), группа начала американскую часть турне — 1 мая. 3 июня музыканты выступили в нью-Йоркском Мэдисон-сквер-гардене, проходивший при полном аншлаге концерт получил восторженные отзывы критиков. По словам корреспондента The New York Times, «во вторник вечером [Red Hot Chili Peppers] приехали в Мэдисон-Сквер-Гарден [отыграв] необыкновенное двухчасовое выступление… Во время „Don’t Forget Me“, [бас-гитарист Фли] играл боем, в то время как мистер Фрушанте продемонстрировал великолепную гитарную партию, которая бурлила и шипела словно химическая реакция». Американская часть турне закончилась 21 июня, затем группа сделала небольшой перерыв, отправившись в конце лета в Ирландию. 23 августа состоялся концерт группы около замка Слэйн, на шоу присутствовало более 80 000 человек со всей страны. Мероприятие было снято на видео и выпущено под названием «Live at Slane Castle», став вторым концертным DVD Chili Peppers после «Off the Map».
После нескольких выступлений в Японии и Австралии группа запланировала три концерта в лондонском Гайд-парке. За несколько часов было продано более 240 000 билетов, каждое из шоу посетило около 80 000 человек (состоявшихся 19, 20 и 25 июня соответственно). На тот момент, концерт был признан самым кассовым мероприятием в истории состоявшимся на отдельной площадке, в общей сложности заработав $17 миллионов валового дохода. На фоне успеха выступлений в Гайд-парке группа выпустила своей первый концертный альбом, Live in Hyde Park, который продавался в Европе, Австралии, Японии и Новой Зеландии, за исключением Соединённых Штатов. В том же году Chili Peppers выступили на Демократическом национальном съезде 2004 года, продемонстрировав свою политическую позицию. Кидис заявил в конце сета: «Делай, что должен». В конце года группа выступила на фестивале Rock am Ring, что стало одним из финальных выступлений By the Way tour.
В 2006 году Фли рассказал, что он вновь порывался покинуть группу во время гастролей, заявив, что «на протяжении всего тура я буду играть шоу, а затем сяду на край своей кровати и буду глядеть в космос». Он планировал полностью посвятить себя преподавательской работе в консерватории Silverlake Conservatory of Music, однако решил остаться в группе. По словам музыканта, «самой болезненной частью ухода [из группы], и тем, что меня остановило, была необходимость разговора с Энтони».

## Список композиций
Слова и музыка всех песен — Red Hot Chili Peppers.
| №                   | Название                     | Длительность |
| ------------------- | ---------------------------- | ------------ |
| 1.                  | «By the Way»                 | 3:37         |
| 2.                  | «Universally Speaking»       | 4:19         |
| 3.                  | «This Is the Place»          | 4:17         |
| 4.                  | «Dosed»                      | 5:11         |
| 5.                  | «Don’t Forget Me»            | 4:37         |
| 6.                  | «The Zephyr Song»            | 3:52         |
| 7.                  | «Can’t Stop»                 | 4:29         |
| 8.                  | «I Could Die for You»        | 3:13         |
| 9.                  | «Midnight»                   | 4:55         |
| 10.                 | «Throw Away Your Television» | 3:44         |
| 11.                 | «Cabron»                     | 3:38         |
| 12.                 | «Tear»                       | 5:17         |
| 13.                 | «On Mercury»                 | 3:28         |
| 14.                 | «Minor Thing»                | 3:37         |
| 15.                 | «Warm Tape»                  | 4:16         |
| 16.                 | «Venice Queen»               | 6:07         |
| Общая длительность: | Общая длительность:          | 68:46        |

| №   | Название | Длительность |
| --- | -------- | ------------ |
| 17. | «Time»   | 3:47         |

| №   | Название       | Длительность |
| --- | -------------- | ------------ |
| 17. | «Time»         | 3:47         |
| 18. | «Runaway»      | 4:30         |
| 19. | «Bicycle Song» | 3:23         |

## Участники записи
| Red Hot Chili Peppers - Энтони Кидис — вокал - Чэд Смит — ударные, перкуссия - Фли — бас-гитара, контрабас, труба, бэк-вокал - Джон Фрушанте — гитара, бэк-вокал, синтезатор, губная гармоника (треки 10, 13) Оформление - Джулиан Шнабель — художник, дизайн - Red Hot Chili Peppers — дизайн | Технический персонал - Рик Рубин — продюсер, звукоинженер - Райан Хевитт — звукоинженер - Марк Манн — аранжировки - Итан Мэйтс — звукоинженер - Владо Меллер — мастеринг - Джим Скотт — микширование, звукоинженер - Джейсон Уормер — звукоинженер |

## Материал, не включённый в альбом
Впоследствии было выпущено множество песен записанных во время сессий альбома, но не включённых в него. Композиция «Time» и кавер-версия «Teenager In Love» группы Dion and the Belmonts были выпущены на би-сайде сингла «By the Way». В свою очередь, релиз песен «Body of Water», «Out of Range», «Someone» и «Rivers of Avalon» состоялся на сингле «The Zephyr Song». Трек «Slowly Deeply», который был выпущен на сингле «Universally Speaking» представляет собой материал из калифорнийских сессий. Песня «Fortune Faded», также первоначально записанная во время сессий By the Way, была перезаписана в 2003 году и выпущена в качестве одного из синглов сборника Greatest Hits, вместе с би-сайдом «Eskimo», песней, которую также записали во время сессий альбома. В тот же период Chili Peppers записали кавер-версию песни группы The Ramones «Havana Affair», выпущенную в 2003 году на трибьют-альбоме We’re a Happy Family: A Tribute to Ramones. Кроме того третий сингл альбома, «Can’t Stop», также содержит альтернативный микс композиции с более высокими вокальными гармониями и более чёткой басовой линией. В 2003 году, во время работы над сборником Greatest Hits, музыканты записали ряд песен, позже выпущенных в альбоме Stadium Arcadium, однако некоторые из них остались неизданными. Среди них были композиции «Bicycle Song» и «Runaway» — в 2006 году их включили в iTunes-версию лонгплея By the Way, в качестве бонус-треков.
В августе 2014 года в интернет просочились неизданные треки записанные во время сессий альбома By the Way. Материал представлял собой черновые варианты песен и демоверсии с импровизированной лирикой Кидиса. Утечка включала три песни, нигде до этого не фигурировавшие: «Goldmine», «Fall Water» и «Rock & Roll», а также оригинальную версию композиции «Fortune Faded». Многие из этих песен были представлены под рабочими названиями (которые упоминались в различных интервью до релиза пластинки): «Soul Train» («By the Way»), «Coltraine» («The Zephyr Song»), «I Would Die» («I Could Die For You»), «Drone» («This is the Place»), «Throw Away» («Throw Away Your Television»), «Epic» («Venice Queen») и «New Wave» («Quixoticelixer»). По состоянию на 2018-й год, инструментальный трек под названием «Strumming on D and J», о котором Джон Фрушанте также упоминал в одном из интервью, так и не был выпущен в каком-либо виде.

## Чарты и сертификация
| Чарт               | Высшая позиция |
| ------------------ | -------------- |
| Аргентина          | 2              |
| Австралия          | 1              |
| Австрия            | 1              |
| Бельгия (Фландрия) | 1              |
| Бельгия (Валлония) | 2              |
| Великобритания     | 1              |
| Германия           | 1              |
| Греция             | 1              |
| Дания              | 1              |
| Европа             | 1              |
| Ирландия           | 1              |
| Испания            | 2              |
| Италия             | 1              |
| Канада             | 1              |
| Нидерланды         | 1              |
| Новая Зеландия     | 1              |
| Норвегия           | 1              |
| Польша             | 1              |
| Португалия         | 2              |
| Соединённые Штаты  | 2              |
| Финляндия          | 1              |
| Франция            | 2              |
| Швеция             | 1              |
| Швейцария          | 1              |

| Страна (провайдер)                            | Сертификация  |
| --------------------------------------------- | ------------- |
| Аргентина                                     | Платиновый    |
| Австралия                                     | 5× Платиновый |
| Австрия                                       | Платиновый    |
| Бельгия                                       | Золотой       |
| Бразилия                                      | 2× Платиновый |
| Великобритания                                | 5× Платиновый |
| Германия                                      | 3× Золотой    |
| Греция                                        | Платиновый    |
| Канада                                        | 2× Платиновый |
| Новая Зеландия                                | 2× Платиновый |
| Польша                                        | Золотой       |
| Соединённые Штаты                             | 2× Платиновый |
| Финляндия                                     | 2× Платиновый |
| Франция                                       | 2× Платиновый |
| Швеция                                        | Золотой       |
| Швейцария                                     | 2× Платиновый |
| (*) суммарные европейские продажи — 3.000.000 |               |

| Год  | Песня                  | Высшая позиция | Высшая позиция | Высшая позиция | Высшая позиция | Высшая позиция | Высшая позиция |
| Год  | Песня                  | US Hot 100     | US Mod         | US Main        | UK             | AUS            | FRA            |
| ---- | ---------------------- | -------------- | -------------- | -------------- | -------------- | -------------- | -------------- |
| 2002 | «By the Way»           | 34             | 1              | 1              | 2              | 6              | 29             |
| 2002 | «The Zephyr Song»      | 49             | 6              | 14             | 11             | 21             | 90             |
| 2003 | «Can’t Stop»           | 57             | 1              | 15             | 22             | 38             | 68             |
| 2003 | «Dosed»                | —              | 13             | —              | —              | —              | —              |
| 2003 | «Universally Speaking» | —              | —              | —              | 27             | —              | —              |